# Indeiscenza
Il termine indeiscenza è usato soprattutto in botanica per descrivere il fenomeno riguardante quegli organi che, giunti a maturità, non si aprono per lasciare uscire il proprio contenuto. 
Un frutto indeiscente, ad esempio, è quello che una volta maturo non si apre spontaneamente per rilasciare il seme. Esempi di indeiscenza sono il frutto del girasole e quello del papavero da oppio.
Il fenomeno opposto a quello della indeiscenza è la deiscenza.